# Tiger of Sweden
Tiger of Sweden är ett svenskt konfektionsföretag.

## Historia
Företaget har sin grund i bolaget Schwartzman & Nordström som grundades den 1 oktober 1903 och inledde sin verksamhet  i lokaler på Kungsgatan 19 i Uddevalla.  
Grundare var Marcus Schwartzman (född i Malmö 2 maj 1878, död 9 augusti 1955) och Hjalmar Nordström (född i Färgelanda 27 maj 1860, död 30 juli 1943). Schwartzmans och Nordströms affärsidé var att konfektionstillverka kostymer i olika storlekar och leverera till återförsäljare så att konsumenten kunde köpa en färdig kostym och därmed slippa en lång process med provningar. De första 20 åren hette företaget Schwartzman och Nordström och var känt under kortnamnet Schwartzman. Varumärket "Tiger" lanserades 1923. Under första halvan av 1900-talet expanderade företaget i hastig takt och var 1936 norra Europas största konfektionstillverkare med över 1 000 anställda.[källa behövs]Tigerfabriken i Kvarteret Sinclair i Uddevalla blev på grund av kriget färdig först år 1949. Fabriken stängdes den 13 december 1991.
Tiger hade stora framgångar under första halvan av 1900-talet och ända fram till textilkrisen som började i slutet av 1950-talet. Efterfrågan på den svenska marknaden minskade då markant. Företaget köptes upp av svenska staten för att rädda textilindustrin och lanserades på exportmarknaden medan den dåvarande konkurrenten, Oscar Jacobson, distribuerades på den svenska marknaden för att minska konkurrensen. Tiger fick stora framgångar [källa behövs] på exportmarknaden, hade kontor på Manhattan i Empire State Building och såldes bland annat på Harvey Nichols i London.

### Tiger of Sweden
År 1974 antog företaget namnet Tiger of Sweden. Tiger of Sweden ägs sedan 2003 av danska IC Group A/S.

## Galleri

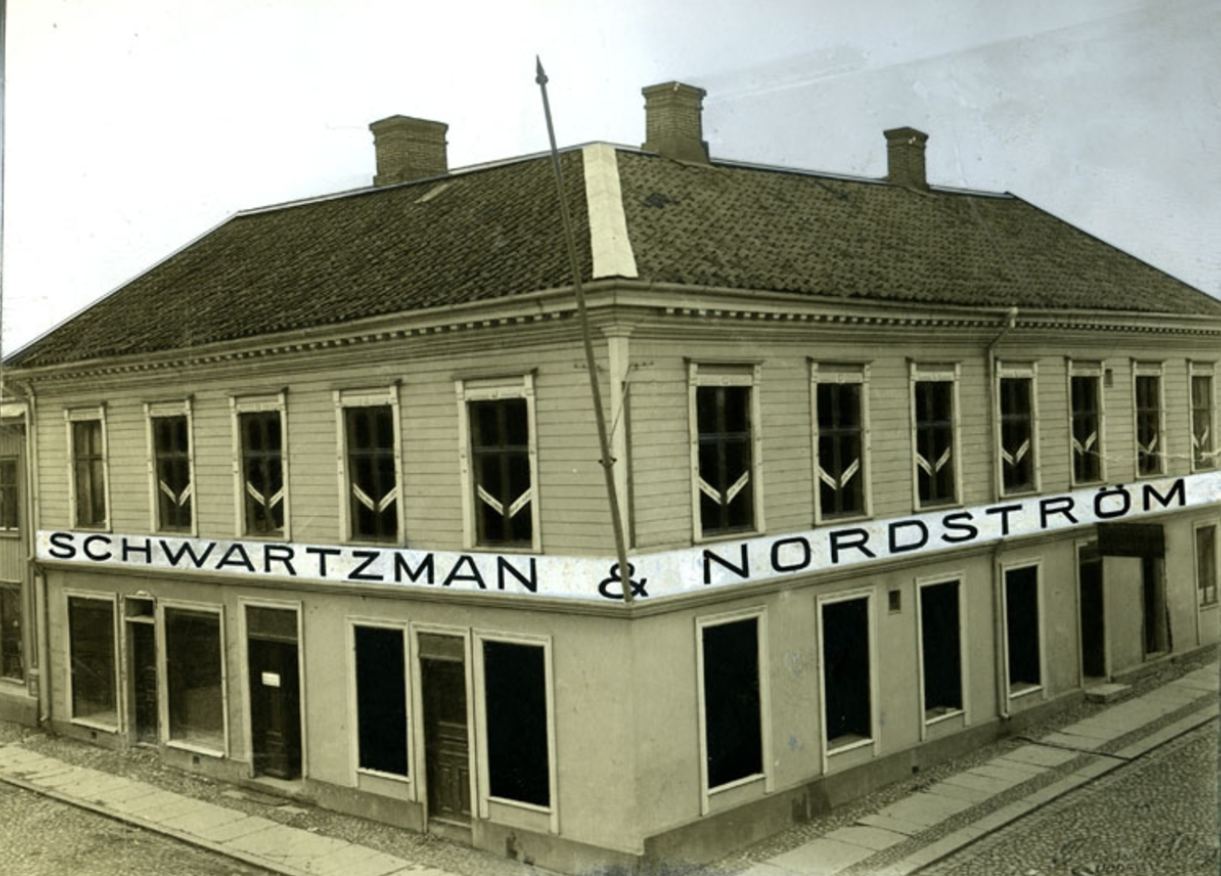
Schwartzman & Nordströms första fabrik, 1906-1919, korsningen Lagerbergsgatan - Norra Drottninggatan i Uddevalla.